# Peter Heintz

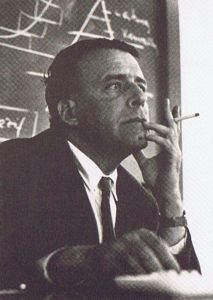
Peter Heintz im Seminar (ca. 1966)

Peter Heintz (* 6. November 1920 in Davos; † 15. März 1983 in Zürich) war ein Schweizer Soziologe.

## Leben
Peter Heintz promovierte 1944 in Nationalökonomie an der Universität Zürich, von wo er 1953 René König als dessen Assistent nach Köln folgte. Dort habilitierte er sich mit einer Arbeit über die Autoritätsproblematik bei Pierre-Joseph Proudhon. Zusammen mit Erwin K. Scheuch und Dietrich Rueschemeyer ist Heintz einer der wichtigsten Schüler von König.
Ab 1956 arbeitete er als Experte der UNESCO  an der Entwicklung des Hochschulwesens in Lateinamerika, wo er von 1960 bis 1965 die Escuela Latinoamericana de Sociología an der FLACSO (Facultad Latinoamericana de Ciencias Sociales) in Santiago de Chile leitete. Anschliessend gründete er die soziologische Abteilung der Fundación Bariloche in Argentinien. Im Rahmen seiner Tätigkeit für die UNESCO arbeitete er mit international bekannten Soziologen zusammen wie Alain Touraine, Shmuel Noah Eisenstadt oder Johan Galtung.
1966 wurde er nach Zürich auf den neu geschaffenen Lehrstuhl für Soziologie berufen, gründete das Soziologische Institut der Universität Zürich und leitete es bis zu seinem Tode 1983. Von 1969 bis 1972 präsidierte er die Schweizerische Gesellschaft für Soziologie und trug massgeblich zur Institutionalisierung einer zugleich forschungsorientierten und theoriegeleiteten Soziologie in der Schweiz bei.
Peter Heintz war mit der Romanistin und Uebersetzerin Suzanne Heintz-Friedrich verheiratet, die regelmässig mit ihm zusammenarbeitete.

## Werk
Frühe Themenschwerpunkte seines Werkes waren Beiträge zur Theorie des Anarchismus, zu Autorität und Protest sowie die soziologische Aufarbeitung des Faschismus in Europa. Sein Hauptwerk galt der Entwicklung einer sozialstrukturell und machttheoretisch orientierten Alternative zur Modernisierungstheorie im Rahmen einer allgemeinen Theorie sozietaler Systeme, die "Modernisierung" bzw. "Entwicklung" als angestrebte Aufwärtsmobilität von Ländern im internationalen Entwicklungsschichtungssystem konzeptualisiert.
Aus einer Modellanalyse schloss er bereits 1974, die strukturelle Heterogenität des vereinigten Europa werde nach den geplanten Erweiterungen zu gross, als dass es sich ohne das Aufbrechen grosser soziopolitischer Spannungen weiterentwickeln könnte. Auch für den Einbezug anderer Aspekte des weltweiten Wandels in die soziologische Analyse war Heintz ein Pionier, dessen Interessenspektrum von der Weltsystemtheorie über die entstehende Konkurrenzsituation zwischen dem internationalen Staatensystem und dem globalen Netzwerk der Multinationalen bis zu kulturellen Codes beim Verstehen dieses Wandels reichte.
Sein Nachlass befindet sich im Schweizerischen Sozialarchiv. Als Erblasser hat er die World Society Foundation gegründet.

## Publikationen
Zu den wichtigsten Veröffentlichungen zählen:
- Anarchismus und Gegenwart (1951)
- Die Autoritätsproblematik bei Proudhon (1956)
- Soziale Vorurteile : ein Problem der Persönlichkeit, der Kultur und der Gesellschaft (1957)
- Curso de sociología (1956, 1960, 1965).
- Soziologie der Entwicklungsländer (1962).
- Einführung in die soziologische Theorie (2. revidierte und erweiterte Auflage, 1968)
- Ein soziologisches Paradigma der Entwicklung mit besonderer Berücksichtigung Lateinamerikas. (1969). (Spanische Ausgabe: Un paradigma sociológico del desarrollo con especial referencia a América Latina. 1970)
- A Macrosociological Theory of Societal Systems, 2 vols.  (1972)
- The Future of Development (1973) / Die Zukunft der Entwicklung (1974)
- Die Weltgesellschaft im Spiegel von Ereignissen (1982)
- Ungleiche Verteilung, Macht und Legitimität (1982)